# Коэру (волость)
Ко́эру (эст. Koeru vald) — бывшая волость в центральной Эстонии в составе уезда Ярвамаа.

## История
Была образована 20 февраля 1992 года на базе Коэруского сельсовета.

## Населённые пункты
На территории волости находится 1 посёлок — Коэру и 26 деревень:
Абая, Арукюла, Вахукюла, Валила, Вао, Висусти, Вути, Вяйнъярве, Йыэкюла, Калитса, Капу, Койду-Эллавере, Куусна, Лаанеотса, Лиусвере, Мерья, Норра, Преэди, Пухму, Рыху, Салутагузе, Сантови, Таммику, Тудре, Удева, Эрвита

## Природа

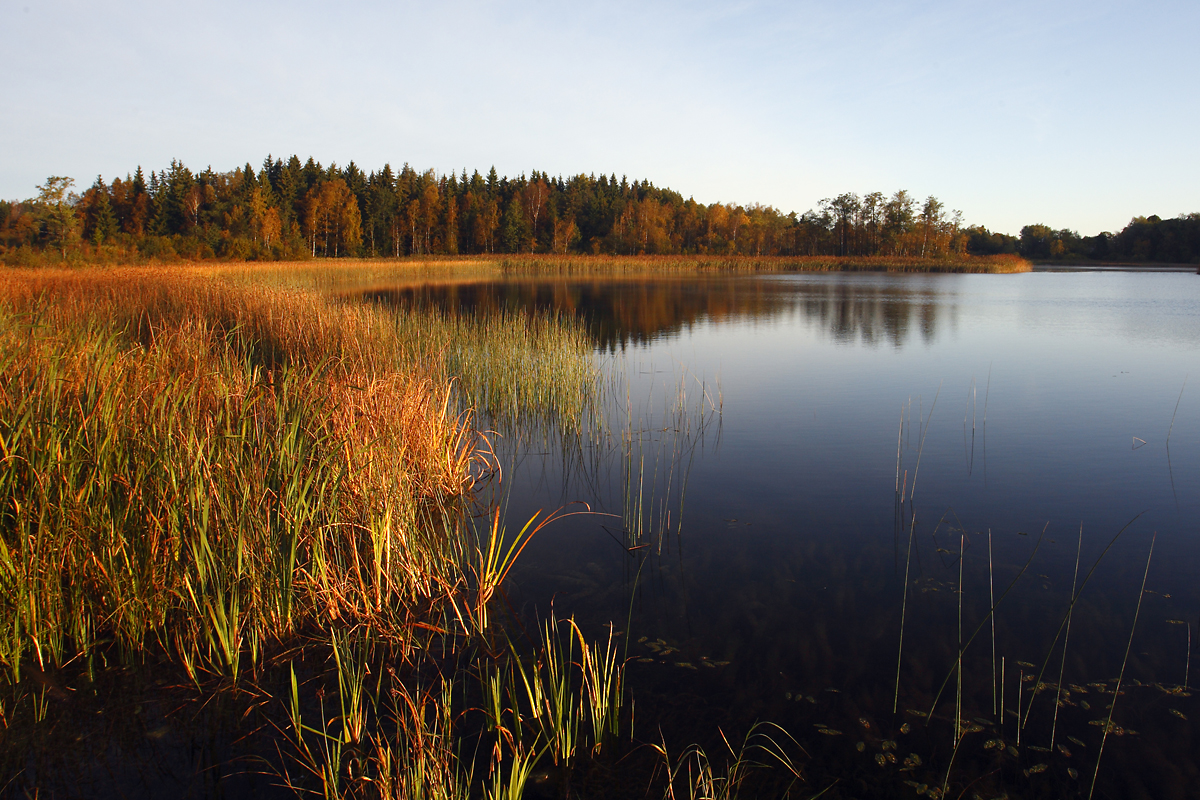
Озеро Вяйнъярв

Волость Коэру находится в восточной части уезда Ярвамаа, на южном склоне возвышенности Пандивере и в северной части ложбины Эндла. Множество сельскохозяйственных угодий и плотное для Эстонии заселение. В волости Коэру находится самое большое озеро уезда Вяйнъярв площадью 41,5 га и глубиной 11,5 м. В южной части волости протекает река Пылтсамаа со своими притоками-ручьями Прееди, Оострику и Вылинги. Волость Коэру довольно сильно возвышается над уровнем моря, 106 метров в районе телемачты Коэру и на высоте 79,3 м находится озеро Вяйнъярв. Волость находится на территории Эндлаского национального заповедника, и здесь имеется множество родников, источников родниковой воды, которые являются наибольшим природным богатством волости. Самой большой достопримечательностью является Фонтанирующий источник (эст. Purskav allikas). В Норра-Оострику 30 больших родников, а в Метсанурга 13 родников. Глубочайшим родником Эстонии является родник Сопа 4,8 м.